# Дифракционна решетка
Дифракционната решетка е оптичен елемент с периодична структура, която разделя светлината в няколко лъча, пътуващи в различни посоки и дифрактира. В резултат на това възниква характерно оцветяване (дифракционна картина). Посоките на тези лъчи зависят от ширината на процепите на решетката и дължината на вълната на светлината, така че решетката играе ролята на дисперсионен елемент. Поради тази си особеност, дифракционните решетки имат широко приложение при монохроматорите и спектрометрите.
Дифракционните решетки могат да бъдат пропускащи или (отразяващи). Съществуват и решетки, които модулират фазата, вместо амплитудата на попадащата светлина, често използвайки холография.
Принципът на действие на дифракционната решетка е открит от Джеймс Грегъри около година след призмените опити на Исак Нютон, първоначално с естествени предмети като птичи пера. Първата дифракционна решетка, направена от човек, е дело на Дейвид Ритънхаус, който през 1785 г. във Филаделфия опъва косми между два фино резбовани винта. Експериментът е сходен с този на германеца Йозеф фон Фраунхофер, който през 1821 г. прави дифракционна решетка от метални нишки. След 1860-те години дифракционните решетки започват да се усъвършенстват от различни физици по света.
Когато се използва широкоспектърен източник на светлина (например с непрекъснат спектър), дифракцията е причина за наблюдаване на „цветовете на дъгата“. Пример за това са тясно разположените писти върху оптичните дискове за съхранение (CD, DVD). Много подобният ефект при тънки слоеве масло (бензин) във вода не е резултат от дифракция, а от интерференция на светлината при отражение от близко разположени различни слоеве.

## Принцип на действие
Според принципа на Хюйгенс – Френел, всяка точка от вълновия фронт на разпространяваща се вълна може да се счита за точков източник, а вълновият фронт на всяка следваща точка може да се намери чрез събиране на ефектите на тези отделни точки.
Решетките могат бъдат отражателни или пропускащи (трансмисионни), аналогични съответно на огледало или леща. Идеализираната дифракционна решетка е съставена от набор от процепи, разположени на разстояние d един от друг (наречено период или константа на решетката), което трябва да е по-голямо от дължината на вълната, за да възникне дифракция. Ако е дадена плоска вълна от монохроматична светлина с дължина на вълната λ, попадаща нормално (перпендикулярно) спрямо решетката, всеки процеп в решетката играе ролята на точков източник, от който светлината се разпространява във всички посоки (макар тя обикновено да е ограничавана до полусфера). След като светлината премине през решетката, пречупената светлина представлява сбор от интерфериращи вълни, излъчвани от всеки процеп на решетката. Във всяка точка от пространството, през която може да мине пречупената светлина, дължината на пътя към всеки процеп в решетката е различна. Тъй като пътят варира, варира и фазата на вълните в тази точка от всеки процеп. Следователно, те взаимно се събират или погасяват, създавайки максимуми и минимуми чрез усилваща или намаляваща интерференция. Когато разликата в пътищата между два съседни процепа е равна на половината от дължината на вълната, λ2, вълните са извън фаза и се погасяват една друга, създавайки минимален интензитет. Когато разликата в пътищата е λ, фазите се наслагват и се получава максимален интензитет. Максимумите възникват при ъгли θm, удовлетворяващи взаимовръзката d sinθmλ = | m |, където θm е ъгълът между пречупения лъч и перпендикулярния вектор на решетката, d е разстоянието от центъра на даден процеп до центъра на съседен нему процеп, а m е цяло число, представляващо порядъка на главния максимум.
Оттук, когато светлината попада перпендикулярно, тя търпи дифракция с максимуми при ъгли θm според уравнението:
{\displaystyle d\sin \theta _{m}=m\lambda .}
Ако плоска вълна пада под произволен ъгъл θi, уравнението на дифракционната решетка става:
{\displaystyle d(\sin \theta _{i}-\sin \theta _{m})=m\lambda .}
Когато се реши за ъглите на максимална дифракция, уравнението приема вида:
{\displaystyle \theta _{m}=\arcsin \!\left(\sin \theta _{i}-{\frac {m\lambda }{d}}\right)\!.}
Тези уравнения предполагат, че и двете страни на решетката граничат с една и съща среда (например въздух). Светлината, съответстваща на пряко излъчване (или пряко отражение при отразяваща дифракция), е с нулев порядък m = 0. Следва да се отбележи, че m е цяло число, но може да бъде както положително, така и отрицателно, което съответства на порядъците от двете страни на лъча с нулев порядък.
Това извеждане на уравнението на решетката се основава на идеализирана решетка, но връзката между ъглите на пречупените лъчи, константата на решетката и дължината на вълната на светлината важи за всяка структура със същата константа, тъй като връзката между фазите на светлината от съседните процепи на решетката е една и съща. Точното разпределение на светлината след дифракцията зависи от точната структура на решетката, както и от броя на процепите, но максимумите винаги могат да бъдат намерени чрез уравнението на дифракционната решетка.
Ако броят на процепите на решетката е N, между всеки два главни максимума се намират (1-N) минимума и (2-N) вторични максимума със слаб интензитет. Резултантната картина се получава от наслагването на две картини: интерференция от много лъчи и дифракция от всеки процеп.
Решетките могат да се произвеждат така, че по периодичен модел да се модулират различни свойства на попадащата в тях светлина, например:
- амплитуда на пропускане (дифракционни решетки по амплитуда на пропускане);
- амплитуда на отражение (дифракционни решетки по амплитуда на отражение);
- показател на пречупване (фазови дифракционни решетки);
- посока на оптичната ос (дифракционни решетки по оптична ос).

### Квантова електродинамика
Квантовата електродинамика позволява да се извеждат свойствата на дифракционната решетка по отношение на фотоните като частици. Тази теория може да бъде обяснена, използвайки формулировката чрез интеграли по траектория на квантовата теория. Оттук, тя може да моделира фотоните като потенциално следващи всички траектории от източник до крайна цел, като всяка траектория има определена вероятна амплитуда. Тези вероятни амплитуди могат да се представят чрез комплексни числа или еквивалентни вектори.

## Производство
Първоначално, създаването на дифракционни решетки с висока резолюция представлява грандиозно начинание. През 1899 г. Хенри Грейсън проектира машина, която прави дифракционни решетки, чиито процепи са с честота 4724 линии/mm. По-късно, фотолитографските техники позволяват създаването на решетки от холографски интерференчен тип. Холографските решетки имат синусоидални нарези и е възможно да не са толкова ефективни като линейните решетки, но често са предпочитани при монохроматорите, тъй като разсейват по-малко светлина. Възможно е и копирането на висококачествените образци, като по този начин се намаляват производствените разходи.
Друг метод за производство на дифракционни решетки включва фоточувствителен гел, който се полага между два субстрата. Този тип решетки нямат физически процепи, но вместо това имат периодична модулация на показателя на пречупване в гела. По този начин се елиминира голяма част от разсейването, което обичайно придружава другите видове решетки. Тези дифракционни решетки често са по-ефективни и позволяват включването на сложни модели в решетката. По-старите разновидности на тези решетки, обаче, зависят от околната среда, тъй като гелът трябва да се поддържа при ниска температура и влажност. Обикновено фоточувствителните вещества се запечатват между двата субстрата, което ги прави устойчиви към влага, топлинно и механично натоварване.
Една от новите технологии включва цифрова равнинна холография, при която дифракционната решетка се генерира компютърно и се произвежда върху един или повече интерфейса на оптична равнина чрез стандартна микролитография или нанопечат.

## Примери
Дифракционните решетки намират широко приложение в монохроматорите, спектрометрите, лазерите, модулите за спектрално уплътнение, устройствата за компресиране на сигнали и много други оптични инструменти.
Обикновените CD-та и DVD-та са сред ежедневните примери за дифракционни решетки и могат да демонстрират ефекта чрез отразяване на слънчева светлина върху бяла стена. Това се дължи на техниката на производството им, при която се издълбават спиралообразно множество тънки бразди върху пластмасовата повърхност на диска, върху която след това се нанася тънък метален слой за по-добро разграничаване на браздите. Структурата на DVD е оптически подобна на тази на CD, макар тя да може да побира повече от една набраздена повърхност, като всички повърхности се намират във вътрешността на диска. При стандартната грамофонна плоча под определен ъгъл може да се наблюдава подобен, но по-малко видим ефект като при CD/DVD.
Дифракционна решетка се използва и за равномерно разпределяне на светлината при някои четци на е-книги.
В природата, повърхността на някои цветя е способна да породи дифракция, но клетъчната структура на растенията обикновено е твърде неправилна, за да се създаде фината геометрия, нужна за дифракционна решетка. Следователно, този феномен при цветята е видим само локално и не е видим за хората или животните. Все пак, естествени дифракционни решетки присъстват у някои безгръбначни животни, като например паунови паяци или антените на остракоди.